# Rhabdalestes tangensis
Rhabdalestes tangensis är en fiskart som först beskrevs av Lönnberg, 1907.  Rhabdalestes tangensis ingår i släktet Rhabdalestes och familjen Alestidae. IUCN kategoriserar arten globalt som livskraftig. Inga underarter finns listade i Catalogue of Life.